# Peterville
 (avril 2023).
Si vous disposez d'ouvrages ou d'articles de référence ou si vous connaissez des sites web de qualité traitant du thème abordé ici, merci de compléter l'article en donnant les références utiles à sa vérifiabilité et en les liant à la section « Notes et références ».
Peterville (aussi connu comme Peter Road) est une communauté du Canada située dans le comté de Prince, sur l'Île-du-Prince-Édouard, au sud-ouest de Tignish. Peterville est situé sur la route 159.
La communauté est le domicile[Quoi ?] de Harper's Brook, un affluent de la rivière Tignish, qui coule de Tignish à DeBlois. Elle  a environ 20 habitants.
Le nom "Peterville" est cru venir d'un explorateur, Peters, qui a visité la région au XVIIIe siècle ou plus tard.